# Anihilace

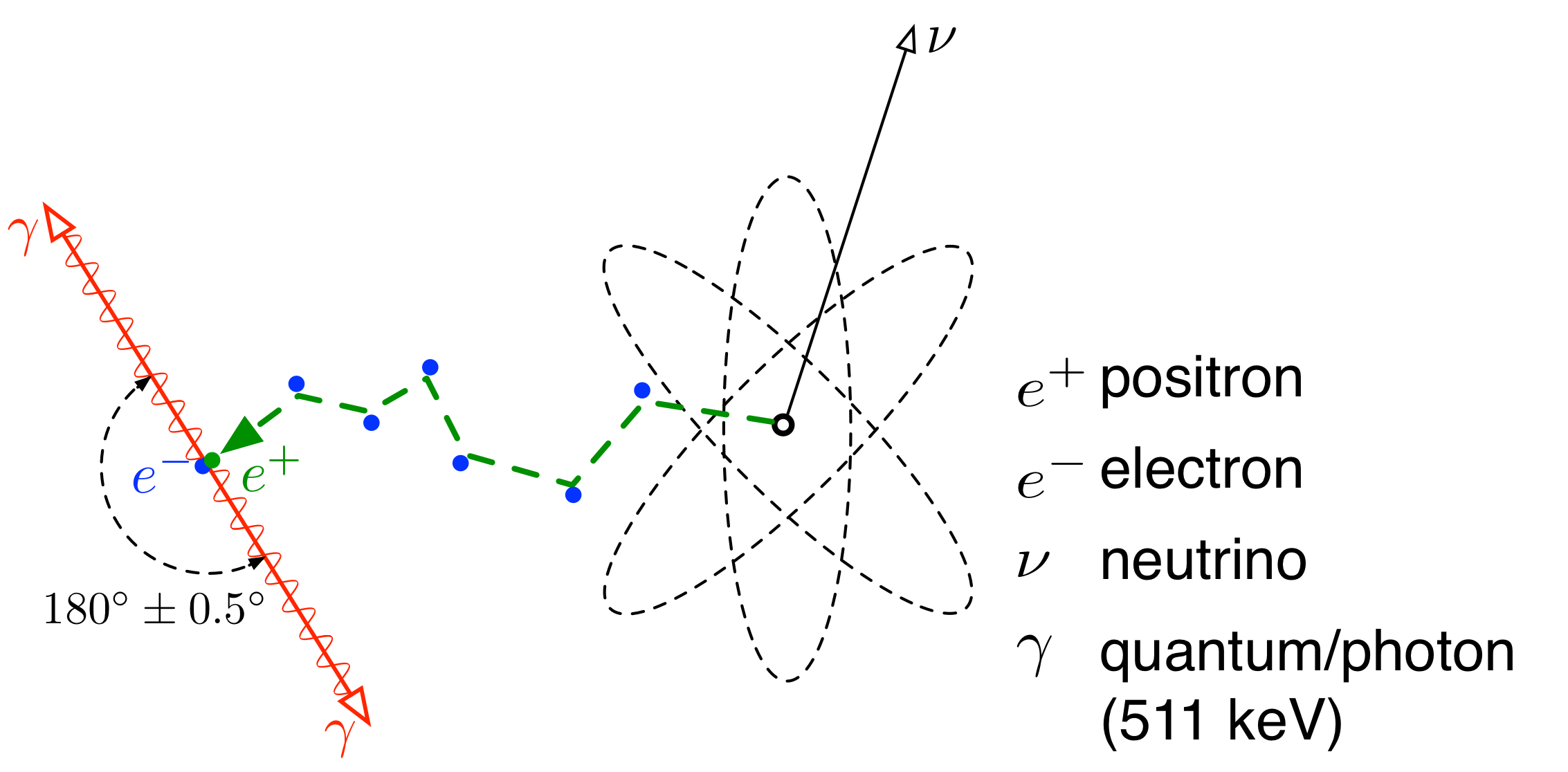
Anihilace: z atomového jádra je emitován pozitron neboli antielektron (e+) společně s neutrinem (v). Pozitron se náhodně pohybuje po okolí. Po několika kontaktech s různými elektrony (e-) ztratí tolik energie, že nakonec reaguje s jedním elektronem. Výsledkem procesu anihilace je emitování dvou fotonů, přičemž každý má typicky energii 511 keV. V důsledku zbytkové energie pozitronu fotony zpravidla nejsou emitovány přesně v úhlu 180 stupňů, jak je na obrázku.

Anihilace je proces v částicové fyzice, při kterém dochází k zániku částice a její antičástice při jejich vzájemném setkání. Opakem anihilace je kreace.

## Popis jevu
Při setkání částice s její antičásticí dochází k zániku obou částic a veškerá jejich klidová energie i kinetická energie se přemění na energii odnášenou nosiči polí (fotony, W a Z bosony …). Tato přeměna je úplná a původní částice při ní zcela zanikají. Protože částice odnášející energii mohou mít nulovou klidovou hmotnost, hovoří se nepřesně o anihilaci jako o úplné přeměně hmoty v energii. Nosiče polí odnášející uvolněnou energii se mohou dále rozpadat na jiné částice.
Při procesu anihilace se zachovává hmotnost (celková, nikoli klidová), energie, hybnost, elektrický náboj a další veličiny.
To, jaké částice při anihilaci vzniknou, závisí na energii anihilujících částic (energií je zde myšlena i energie uvolněná z klidové hmotnosti částic podle Einsteinova vztahu E = mc2). Při nízkých energiích mohou vzniknout pouze dva fotony, které se od místa interakce rozletí opačnými směry (oba se stejnou energií). Mohou vznikat také tři fotony, jejich energie však musí zaručovat zachování hybnosti soustavy.
Při vyšších energiích mohou vznikat např. páry lepton-antilepton nebo kvark-antikvark (kvarky neexistují jako volné částice, ale projevují se jako hadrony).
Vyšší energie anihilujících částic zvyšuje pravděpodobnost vzniku exotičtějších částic.

## Příklad
Nejznámějším příkladem je anihilace elektronu a pozitronu, při které nejčastěji vzniká dvojice fotonů záření gama o energii 0,5 MeV:
{\displaystyle e^{-}+e^{+}\rightarrow 2\gamma }
Pouze jeden foton nemůže vzniknout kvůli zákonu zachování energie a zákonu zachování hybnosti. Z tohoto důvodu se při dvoufotonové anihilaci vzniklé fotony šíří z místa svého vzniku vzájemně opačnými směry.
Oba fotony mohou být zachyceny tzv. koincidenčními detektory a tím je dáno, že místo anihilace leží na přímce mezi nimi. Při zachycení více anihilací větším počtem detektorů je pak možno zjistit místo, kde k anihilacím dochází, v třírozměrném prostoru. To je mj. princip moderní lékařské zobrazovací metody, nazývané pozitronová emisní tomografie (PET).

## Možnosti využití
Existují i teorie získávání elektrické energie pomocí anihilace. Největším problémem je fakt, že k získání antihmoty je nutný výkonný urychlovač částic (např. takový, který mají v CERNu). V něm je možné urychlit částice a při následných srážkách získat miniaturní množství antihmoty. Otázkou zůstává, jak tuto antihmotu uchovávat, protože reaguje s čímkoli, a jak získat její větší množství. Navíc získaní antihmoty je proces energeticky mnohem náročnější než zisk energie při anihilaci.